# Talbrücke Leuketal
Die Talbrücke Leuketal ist eine 218 m lange Brücke der Autobahn A73 bei Kilometer 10,2.
Das Bauwerk liegt zwischen den Autobahnanschlussstellen Suhl-Friedberg und Schleusingen südlich von Hirschbach in Südthüringen. Es überspannt in einer Höhe von maximal 32 m mit fünf Feldern das Leuketal mit dem Leukebach und einem Forstweg. Die Trasse der Autobahn weist im Bereich der Brücke eine Längsneigung von 3,9 % auf. Hergestellt wurde die Überführung mit zwei getrennten Überbauten zwischen den Jahren 2003 und 2005 bei Baukosten von ungefähr 5,7 Millionen Euro.

## Gründung und Unterbauten
Der Vollquerschnitt der ungefähr 27 m hohen Pfeiler ist V-förmig ausgebildet. Zur Aufnahme der Lager weitet sich der achteckige Querschnitt am Pfeilerkopf unterhalb vom Überbau in zwei Rechteckquerschnitte auf.

## Überbauten
Die beiden nebeneinanderliegenden Überbauten der Spannbetonbrücke haben in Längsrichtung den Durchlaufträger als Bauwerkssystem. In Querrichtung besitzen die Überbauten einen einzelligen Hohlkastenquerschnitt mit einer konstanten  Konstruktionshöhe von 3,75 m. Die Vorspannung besteht aus einer Mischbauweise mit internen und externen Spanngliedern. Die Gesamtstützweite beträgt für die fünffeldrige Brücke 218,0 m. Die beiden Endfelder spannen jeweils 36,5 m weit, die benachbarten Innenfelder besitzen 45,0 m Stützweite und die mittlere Öffnung  55,0 m.

## Ausführung
Der Brückenüberbau wurde im Taktschiebeverfahren hergestellt.